# 상교정본자비도량참법 권1~5
상교정본자비도량참법 권1~5(詳校正本慈悲道場懺法 卷一∼五)는 대한민국 강원특별자치도 원주시 (주)한솔제지에 있는 조선시대의 목판본 불경이다. 1994년 1월 5일 대한민국의 보물 제1193호로 지정되었다.

## 개요
자비도량참법은 경전을 읽으면서 죄를 참회하는 불교의식으로, 이를 수행하면 죄가 없어지고 복이 생기며, 나아가 모든 고통으로부터 벗어날 수 있다는 공덕기원의 내용을 담고 있다.
양나라의 무제가 황후 치씨(치氏)를 위해 처음 지었으며, 그 뒤 여러 고승들이 10권으로 개편한 바 있었는데, 이 책은 원나라 때에 잘못된 부분을 자세히 교정한 정본(正本)에 해당한다. 이 책은 10권 가운데 제1∼5권으로 5권이 1책으로 묶여있다. 나무에 새겨서 닥종이에 찍었으며, 크기는 세로 37.3㎝, 가로 24㎝이다.
책 끝의 간행기록이 없어서 간행연도를 정확히 알 수는 없으나,『예념미타도량참법』권1∼5, 6∼10(보물 제949호)과 동일한 판본으로, 조선 성종 5년(1474)에 세조비인 정희대왕대비가 성종비인 공혜왕후 한씨의 명복을 빌기 위해 간행한 것임을 알 수 있다.
표지는 떨어져 나가고 없지만, 조선시대 책 가운데 가장 뛰어난 판본 중 하나이다.

## 같이 보기
- 상교정본자비도량참법

## 참고 자료
- 상교정본자비도량참법 권1~5 - 국가유산청 국가유산포털